# TP de Oro
Los premios TP de Oro fueron unos galardones españoles otorgados anualmente por la revista Teleprograma (TP) mediante votación de sus lectores, que distinguían la labor en distintos ámbitos de la televisión en España. Se entregaron durante 40 años, entre 1972 y 2011.

## Historia
Inicialmente bautizados como Los mejores de TP, fueron convocados por primera vez en 1972, seis años después del nacimiento de la revista Teleprograma. Los ganadores se dieron a conocer en abril de 1973, siendo el gran triunfador de esta primera edición el concurso Un, dos, tres... responda otra vez que obtuvo tres galardones: mejor programa, mejor presentador (Kiko Ledgard) y personaje más popular (Don Cicuta).
Tras el nacimiento de TV3 y de ETB, en 1984 se ampliaron las categorías para reconocer también a los mejores programas y profesionales de la televisiones autonómicas. En 1988 se estrenó un nuevo trofeo para premiar a los galardonados, en lugar de la placa conmemorativa entregada hasta la fecha.
En 1991 se creó el Premio Especial a toda una vida y la ceremonia fue retransmitida por primera vez por televisión, por Telecinco. Las cadenas privadas, recién nacidas, se incorporan al reparto de premios, obteniendo cuatro reconocimientos Telecinco y uno Antena 3.
En 1992 los premios cambiaron de nombre y se convirtieron en los TP de Oro, estrenando también un nuevo galardón y nuevas categorías. En esta ocasión la gala fue emitida por Canal + y, un año después, por Televisión Española.
En la edición de 1996 se adoptó una nueva estatuilla de bronce -vigente hasta la última edición-, obra del escultor Joaquín Collantes, como premio a los ganadores.
Durante cuatro años consecutivos (de 1994 a 1997), Antena 3 se encargó de retransmitir la ceremonia y, posteriormente, Telecinco lo hizo durante tres años más (de 1998 a 2000). Tras la emisión de TVE en 2001, Antena 3 volvió a hacerse cargo de 2002 a 2005.
La entrega de premios de 2006, correspondiente al 40 aniversario de TP y a los 50 años de televisión en España, no pudo ser retransmitida tras discrepancias empresariales entre la revista y las cadenas privadas.
Tras este paréntesis, en 2007 la recién nacida La Sexta asumió la retransmisión de los premios, en cuyas candidaturas se incorporan los dos nuevos canales nacionales: Cuatro y la citada La Sexta.
A partir de 2010 ninguna cadena retransmite la gala de los TP de Oro. En 2013 deja de celebrarse la gala.

## Ranking de premiados

### Profesionales
- 1.- Imanol Arias, Matías Prats Luque...9
- 3.- Ana Rosa Quintana...8
- 4.- Ana Duato, Emilio Aragón...7
- 6.- José María Íñigo...6
- 7.- Javier Sardà, Mayra Gómez Kemp...4
- 9.- Alfredo Landa, Charo López, Concha Cuetos, Jesús Vázquez, Lina Morgan, Mercedes Milá, Nieves Herrero...3

### Programas y series
- Informe Semanal...10
- Club Megatrix...9
- Antena 3 Noticias, Más vale prevenir, Un, dos, tres... responda otra vez...8
- Pasapalabra...7
- La 2 Noticias... 6
- Aplauso, Farmacia de guardia, Médico de familia...4

### Por categorías
El ranking de personajes y programas más premiados por categorías, acumulado, es el siguiente:
- Mejor Actor español: Imanol Arias (nueve).
- Mejor Actriz española: Ana Duato (siete).
- Mejor Presentador: José María Íñigo (seis).
- Mejor Presentadora: Ana Rosa Quintana (ocho).
- Mejor Presentador de informativos: Matías Prats (nueve).
- Serie española: Farmacia de guardia y Médico de familia (cuatro).
- Concurso: Un, dos, tres...Responda otra vez (siete).
- Informativo diario: Antena 3 Noticias (ocho).
- Infantil y juvenil: Megatrix (nueve).
- Actualidad: Informe Semanal (diez).
- Divulgativo: Más vale prevenir (ocho).
- Magazine - Entretenimiento: Crónicas Marcianas (cuatro).
- Musical: Aplauso y Operación Triunfo (cuatro).